# Мириштеа (Констанца)
Мириштеа (рум. Miriștea) насеље је у Румунији у округу Констанца у општини Мерени. Oпштина се налази на надморској висини од 66 m.

## Становништво
Према подацима из 2002. године у насељу је живело 31 становника, од којих су сви румунске националности.